# Канори, Елизавета
Блаже́нная Елизаве́та Кано́ри Мо́ра (итал. Elisabetta Canori Mora, 21 ноября 1774, Рим, Папская область, Италия — 5 февраля 1825, там же) — итальянская монахиня, член Третьего ордена Пресвятой троицы. 
Память — 5 февраля. Происходила из благородной римской семьи, её родителями были Томмасо и Тереза Примоли. Она вышла замуж за Христофоро Мора в 21 год. В первые пять лет брака Елизавета подарила ему четырёх дочерей, две из которых умерли. Вскоре после венчания, однако, в первые же месяцы, Христофоро стал ревновать супругу, начал во всём её контролировать и проявлять грубость в отношениях. Его отношение к Елизавете продолжало ухудшаться, и, наконец, он вступил в связь с другой женщиной, отдавая той и любовь, и средства, бросил дела семьи, ввергнув её в нищету. Чтобы расплачиваться с кредиторами, Елизавета продавала свои украшения, но перед обществом имени мужа не порочила. 
Друзья Елизаветы и её духовник просили её подумать о сепарации (официальное разделение супругов без расторжения брака), но она категорически отказывалась, говоря, что «никто не спасается поодиночке». Она была уверена, что Господь связал её с Христофоро ради его спасения, и верила в очищающую и чудотворную силу Таинства Брака. Она любила мужа сильнее с каждым годом.
Елизавета вступила в третий орден Тринитариан, продолжая посвящать свою жизнь спасению души мужа, молитвам о Церкви и Папе. Когда она умерла, Христофоро произнёс: «Мы потеряли великую невесту и мать». В 1834 г. надежды Елизаветы осуществились, Христофоро вступил в орден францисканцев и стал священником.